# Kosovo KS03
KS03 var den tredje Svenska Kontingenten Kosovo; en fredsbevarande enhet som Sverige skickade till Kosovo för att avlösa KS02 i oktober 2000. Lördagen den 7 oktober tog KS03 över från KS02.
3. Svenska Kontingenten Kosovo bestod av en bataljon samt ytterligare förband och stabsofficerare tjänstgörande vid brigadstaben och HQ KFOR. KS03 bestod av 837 män och kvinnor. Bataljonen påbörjade sin tjänstgöring i oktober 2000 och återvände till Sverige i april 2001. Dess främsta uppgifter var att garantera säkerheten för de boende i bataljonsområdet. Bataljonen bemannade också vägspärrar, där fordon och personer kontrollerades i sökandet efter vapen och sprängmedel. Den 4. Svenska Kontingenten Kosovo KS04, övertog ansvaret den 28 april 2001.
Kosovo KS03, är den tredje svenska kontingenten som Sverige skickade till Kosovo.
Den svenska bataljonen KS03 skickades ner för att medverka i Kfor som är en Nato-ledd internationell styrka som ansvarar för att etablera och upprätthålla fred och säkerhet i Kosovo. 
Den största delen av personalen var grupperad vid Camp Victoria, som fram till KS02 kallades Camp Griffin i Hajvalia utanför Pristina.
Plutonsbasen vid gränsstationen Gate 4 döps om än en gång nu från Camp Arctic till Camp Bifrost.
Förbandet omfattade ca 850 svenska soldater.

## Förbandsdelar
- Bataljonchef: Öv Jan Larsson
- Stabschef: Övlt Jörgen Forsberg
- Stab- och understödskompaniet: Chef Mj K. Svasse
- 1.Mekskyttekompaniet: Chef Mj P. Tagesson
- 2.Mekskyttekompaniet: Chef Mj T. Petersson
- 3.Mekskyttekompaniet: Chef Mj E. Sielaff